# Ancistrocerus kazbekianus
Ancistrocerus kazbekianus är en stekelart som beskrevs av Kostylev 1940. Ancistrocerus kazbekianus ingår i släktet murargetingar, och familjen Eumenidae. Inga underarter finns listade i Catalogue of Life.